# Agaporomorphus silvaticus
Agaporomorphus silvaticus är en skalbaggsart som beskrevs av K. B. Miller 2005. Agaporomorphus silvaticus ingår i släktet Agaporomorphus och familjen dykare. Inga underarter finns listade i Catalogue of Life.